# Донбай, Сергей Лаврентьевич
Сергей Лаврентьевич Донбай (род. 1942) — русский советский писатель, прозаик, публицист и поэт. Член Союза писателей СССР (с 1991 года). Член Высшего творческого совета, Правления и секретарь Союза писателей России с 2018 года. Главный редактор журнала «Огни Кузбасса» (с 2004 года). Лауреат литературно-поэтической премии «Дрофа», Заслуженный работник культуры Российской Федерации (2008).

## Биография
Родился 22 сентября 1942 года в Кемерово, его отец был известным кемеровским архитектором.
С 1962 года после обучения в Новосибирском инженерно-строительном институте работал в должности архитектора архитектурно-строительной областной организации «Кемеровгражданпроект». С 1976 года на литературно-публицистической работе в литературно-художественном журнале «Огни Кузбасса» в должностях — ответственного секретаря и с 2004 года — главного редактора этого издания.
Член Союза писателей СССР с 1991 года. Член Высшего творческого совета, Правления и секретарь Союза писателей России с 2018 года. С 1960 года из под пера писателя вышли первые поэтические произведения, печатавшиеся в газете «Советская Сибирь». Основные литературные произведения: «Утренняя дорога» (1970), «Прелесть смысла» (1977), «День» (1986), «Смута» (1991), «Проснись у меня на плече!» (1992), «Стихотворения» (1996), «Слеза» (2001), «Силица» (2006), «Посредине России» (2011) «Малая толика» (2015), «Во сне снегов» (2019). Печатался в коллективных сборниках: «День поэзии» (1970), «Дыхание земли родимой» (1979), «Песнь о Сибири» (1982),
«Рабочая мелодия Кузбасса» (1984), «Час России» (1988), «Мы — Притомье» (1989),
«Чем удивительна земля» (1990), «Антология русского верлибра» (1991), «Дороже серебра и злата» (1994), «День поэзии» (1994), «Графика, поэзия» (1994), «Я помню чудное мгновенье» (1999), «Пять стихотворений о любви» (1998), «На родине моей повыпали снега» (1998), «Площадь Пушкина» (1999). Публиковался в газете «Литературная Россия», литературных журналах «Наш современник», «Москва», «Сибирские огни», «Молодая гвардия», «Сибирские огни», «День и ночь», «Огни Кузбасса», «Донбасс», «Врата Сибири».

## Общественная позиция
В 2022 году подписал письмо в поддержку российского военного вторжения на Украину.

## Награды
- Заслуженный работник культуры Российской Федерации (17 ноября 2008 года) — за заслуги в области культуры и многолетнюю плодотворную работу[8].
- Почётная грамота Президента Российской Федерации (26 апреля 2013 года) — за заслуги в области культуры и многолетнюю плодотворную работу[9].

### Премии
- Лауреат литературной премии имени В. Д. Фёдорова (2005)
- Всероссийская литературная премия имени Александра Невского (2006)
- Всероссийская литературная премия имени Г. Д. Гребенщикова (2010)
- Лауреат литературно-поэтической премии «Дрофа» («За особую искренность поэтических текстов, в которых отражается любовь и преданность к Кузбассу»)